# Rathausbrunnen (Brugg)

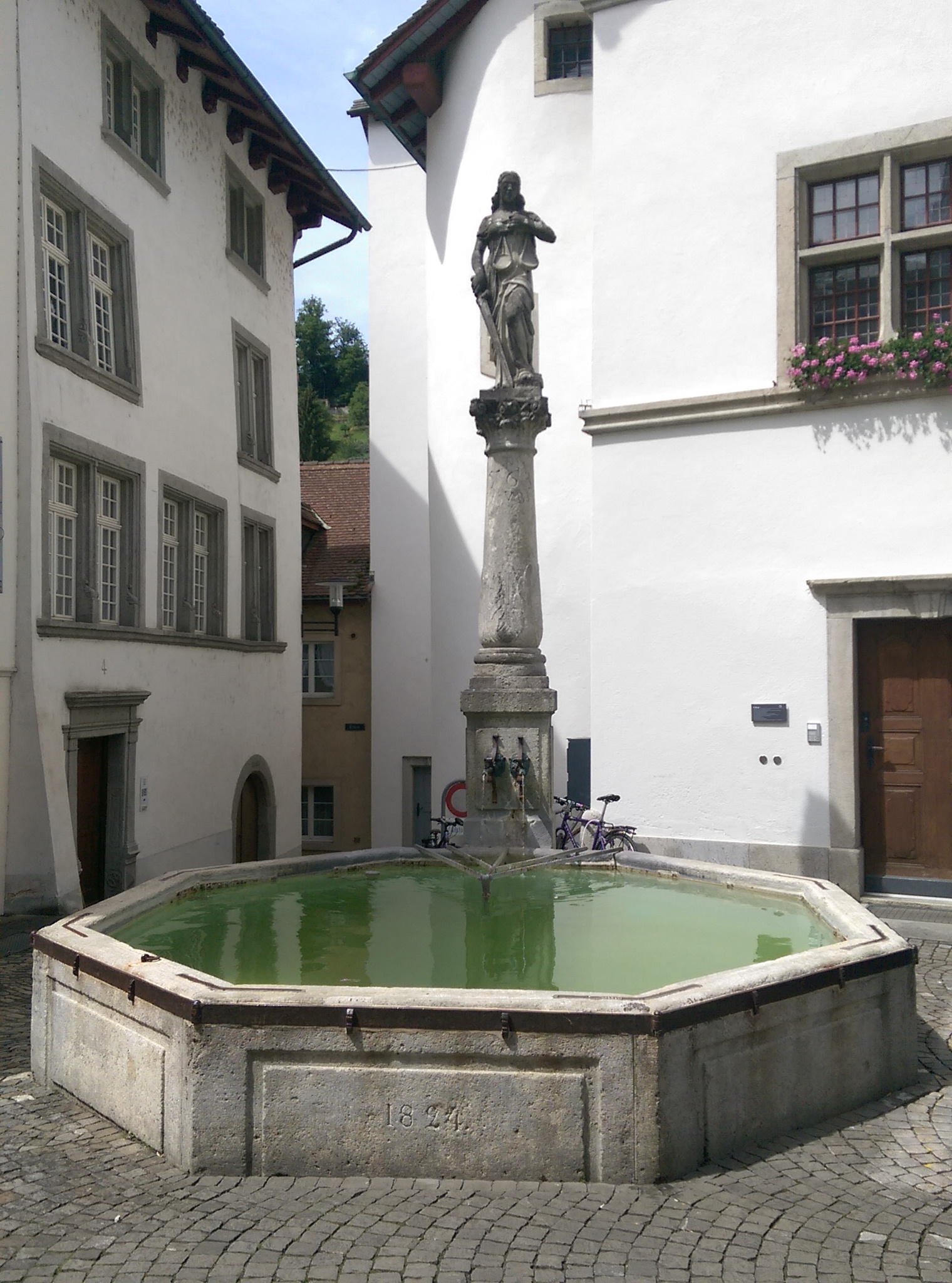
Rathausbrunnen

Der Rathausbrunnen ist ein Brunnen aus der Spätrenaissance in der Altstadt von Brugg im Kanton Aargau. Er ist ein Kulturgut von regionaler Bedeutung.

## Beschreibung
Der achteckige Spätrenaissancebrunnen auf dem Rathausplatz vor dem Rathaus in der Altstadt von Brugg entstand zwischen 1557 und 1563. Der Brunnen hat einen exzentrischen Brunnenstock auf viereckigem Sockel und runder Trommel, die Statue von Justitia des Schweizer Bildhauers Eduard Spörri aus Wettingen schmückt eine Balustersäule mit Kompositkapitell.